# Anne av Orléans
Anne av Orléans, född 1906, död 1986, var en italiensk prinsessa, gift med Amadeus av Savojen-Aosta (1898–1942). Hon gifte sig med sin kusin Amadeus av Savojen-Aosta den 5 november 1927 i Neapel. Paret fick två döttrar. 
Hon var vicedrottning av Etiopien när hennes make blev Etiopiens vicekung och guvernör 1937–1941. Hon följde honom till Addis Abeba, men återvände till Italien vid krigsutbrottet och bosatte sig i Florens. 
När Italien slöt separatfred med de allierade 1943, blev hon och hennes döttrar arresterade av tyskarna och satta i husarrest med sin svägerska i Österrike till krigsslutet. 